# 潭蓬运河
潭蓬运河，位于中国广西壮族自治区防城港市防城区江山鎮潭蓬大队，为一个省级文物保护单位，类型为古建筑及历史纪念建筑物，为第二批广西壮族自治区文物保护单位，公布时间为1981年8月25日。
潭蓬运河的历史年代为唐。